# خانه کریم جعفرنژاد
خانه کریم جعفرنژاد مربوط به دوره قاجار است و در شیراز، محله سرباغ اول، کوچه هفت پیچ، پلاک ۱۲ واقع شده و این اثر در تاریخ ۱۰ خرداد ۱۳۸۲ با شمارهٔ ثبت ۸۷۱۷ به‌عنوان یکی از آثار ملی ایران به ثبت رسیده است.